# Inline-Speedskating

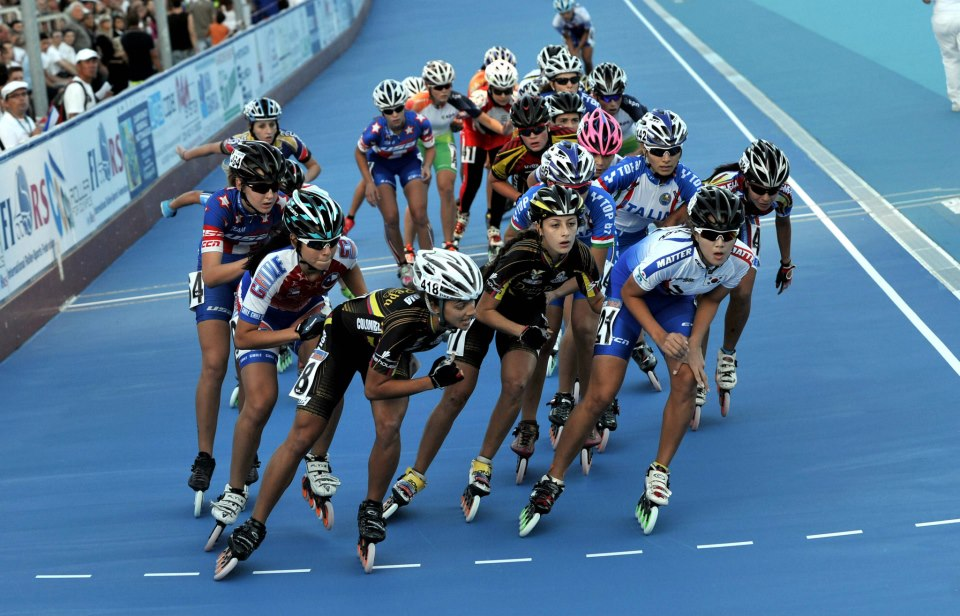
Inline-Speedskating-Rennen bei den Weltmeisterschaften 2012 in Ascoli Piceno, Italien.

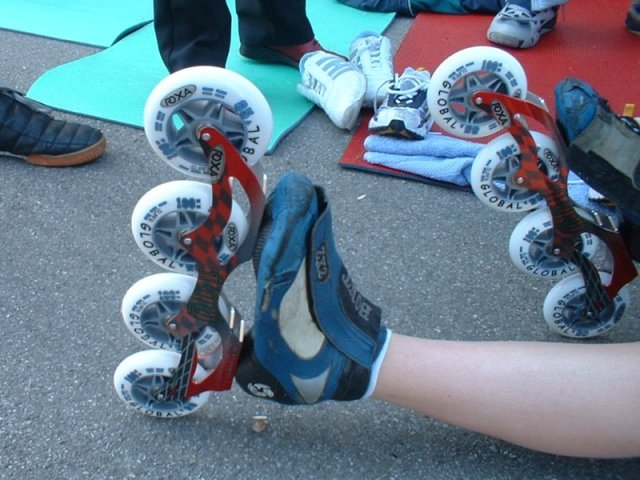
Inline-Speedskates

Speedskating ist eine Disziplin im Inlineskaten, in der regelmäßig nationale und internationale Wettbewerbe wie zum Beispiel Weltmeisterschaften und Europameisterschaften durchgeführt werden. Der internationale Dachverband World Skate verfolgt das Ziel einer Aufnahme der Sportart in die olympischen Sportarten. Inline-Speedskating ist Sportart der World Games (Ergebnisse).

## Wettkampf

### Taktik
Die taktische Ausrichtung eines Speedskating-Rennens ist der eines Bahn- oder Straßenradrennens sehr ähnlich. Durch das Ausnutzen des Windschattens entstehen so genannte Züge oder Pulks. Während des Renngeschehens wird häufig attackiert, um langsame oder unliebsame Gegner abzuschütteln oder mit dem Ziel, sich abzusetzen und die Rennentscheidung ohne Massensprint herbeizuführen. Durch die Organisation in Teams ergeben sich für die einzelnen Teammitglieder verschiedene Rollen ähnlich wie bei Radrennen. Häufig kommt es zu einem Massensprint, bei dem jedes Team versucht, seinen Leader durch geeignete (erlaubte) Maßnahmen zum Sieg zu führen.

### Wettkampfarten

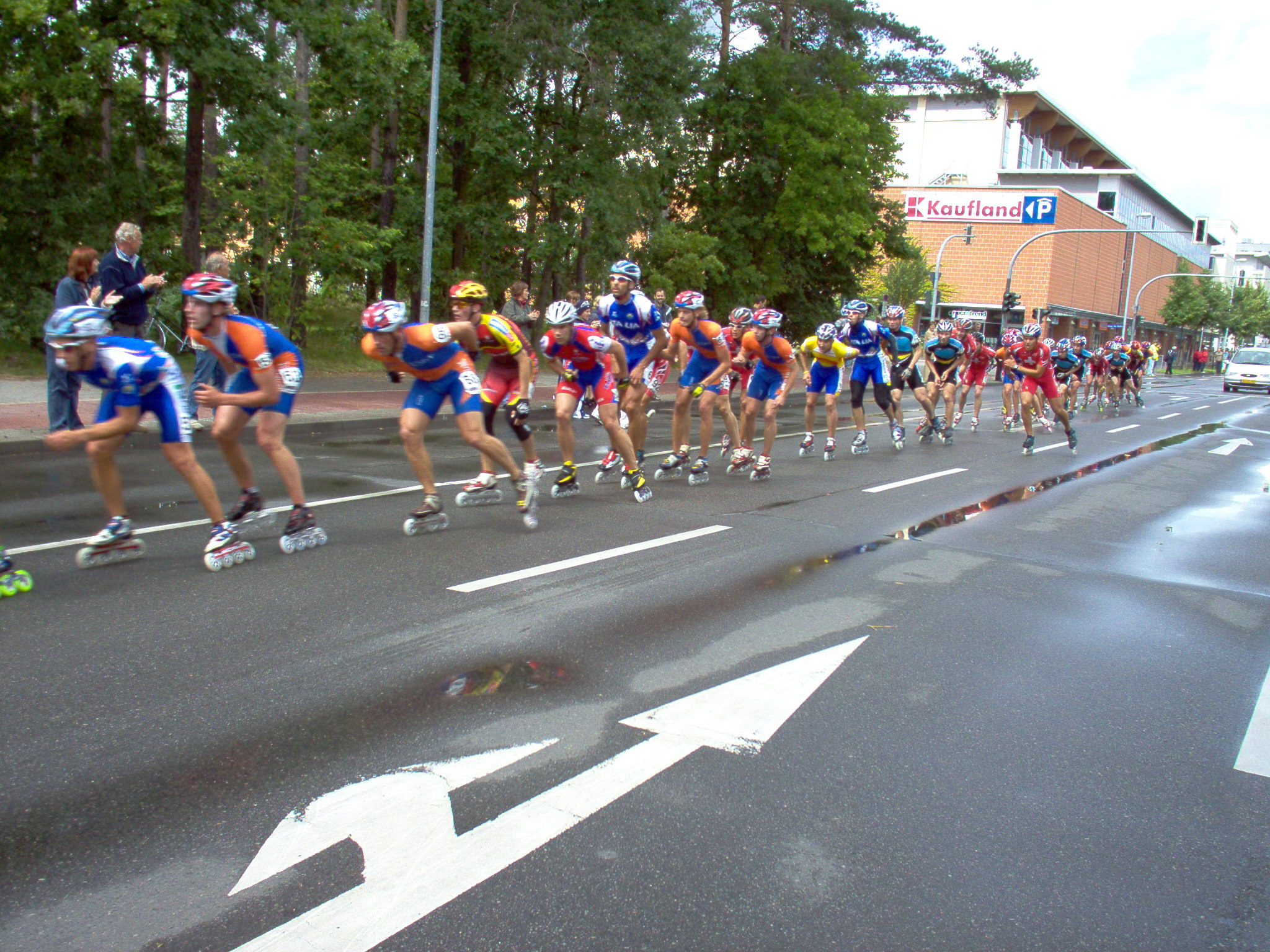
Langstreckenrennen über die Marathon-Distanz bei den Europameisterschaften 2005 in Ludwigsfelde.

Die Wettkämpfe gehen über verschiedene Distanzen und werden auf unterschiedlichen Kursen ausgetragen.
Bahnrennen
Bahnrennen werden auf Beton-, Asphalt- oder Kunststoffrundbahnen mit einheitlicher Oberfläche ausgetragen, welche zwischen 125 m und 400 m lang sind. Es wird linksherum, also von oben gesehen gegen den Uhrzeigersinn, gelaufen.
Straßenrennen
Ein Straßenkurs wird durch eine abgesperrte Straßenstrecke dargestellt; die Strecke muss auch nicht in sich geschlossen sein, so dass Start und Ziel verschieden sein können. Im Unterschied zu Bahnrennen kann ein Straßenkurs also Rechtskurven beinhalten; Höhenunterschiede und wechselnder Belag sind nicht erwünscht und unüblich, bei längerem Kursverlauf jedoch möglich. Die Länge von Straßenkursen variiert zwischen 250 m und 10.000 m.
Langstreckenrennen
Diese Rennen sind auch für Fitnessskater geeignet. Denn die größeren Streckenlängen (typisch sind Halbmarathon- und Marathonstrecken, es finden aber auch Rennen auf anderen Distanzen statt) und die wenigen Kurven bieten auch konditionsstarken oder technikschwächeren Fahrern ein eindrückliches Erlebnis auf abgesperrten Straßen.
Indoorrennen
Rennen in der Halle erinnern aufgrund der geringen Rundenlänge an Shorttrack. Außerdem werden hier zum Teil auch andere Disziplinen wie Rollgewandheit mit eingebunden. Diese sind gut für Anfänger geeignet, da die Strecken kurz sind und die Rennen ohne unerwünschte Effekte wie Regen, Wind oder schlechten Belag gefahren werden können.

### Ausrüstung
Basisausrüstung
Die Ausrüstung eines Speedskaters besteht mindestens aus einem Paar Speedskates. Standard ist auch ein Rennanzug aus eng anliegenden Stoff. Er vermindert den Luftwiderstand und erschwert das Ziehen am Trikot.
Schutzausrüstung
Bei den meisten Rennen ist ein Helm Pflicht und wird von allen getragen. Die meisten tragen einen Sporthelm wie bei einem Radrennen.
Schützer werden nicht von allen Sportlern getragen, was mit der erhöhten Bewegungsfreiheit begründet wird.

## Technik
Der Schlittschuhschritt beim Speedskating unterscheidet sich vom Fitness-Skating am auffälligsten durch eine tiefere Position. Wichtiger als die Reduktion des Luftwiderstandes durch eine möglichst tiefe Position des Oberkörpers ist ein tiefer Körperschwerpunkt. Dies ermöglicht einen längeren Abdruckweg des Beines und erhöht so die Kontrolle. Dazu müssen die Knie stark angewinkelt werden. Wie beim Eisschnelllaufen versucht man, möglichst lange (auf einem Bein) zu gleiten und mit der Verlagerung des Körpergewichts Vortrieb zu erzielen. Die Gleitphase wird dabei durch das Abdrücken über das Gleitbein aufgelöst. Dabei wird im Wesentlichen über die Ferse gedrückt, während sich der Körperschwerpunkt vom abstoßenden Bein weg bewegt. Am Ende dieses Abdrucks setzt das neue Gleitbein auf, und der Skate des gestreckten Abdruckbeines löst sich vom Boden. In der Erholungsphase oder auch Rückholphase genannt wird er in einem Halbkreis zurück zur Anfangsposition hinter das Gleitbein geführt.
Nur zum Beginn der Gleitphase und zum Abschluss der Abdruckphase haben beide Skates für kurze Zeit gleichzeitig Bodenkontakt (Doppelstützphase). Entscheidend bei der Abstoßbewegung ist, dass das Bein und die Körperflanke in einer Linie bleiben. Nur so trifft der Abstoß voll den Körperschwerpunkt, was zu einer effektiven Beschleunigung und Fahrweise führt.
Die Arme werden entweder, wie beim Laufen, entgegengesetzt zu den Beinen bewegt oder bei Langstrecken auf den Rücken gelegt, um Kraft zu sparen.

## Wettkampfserien

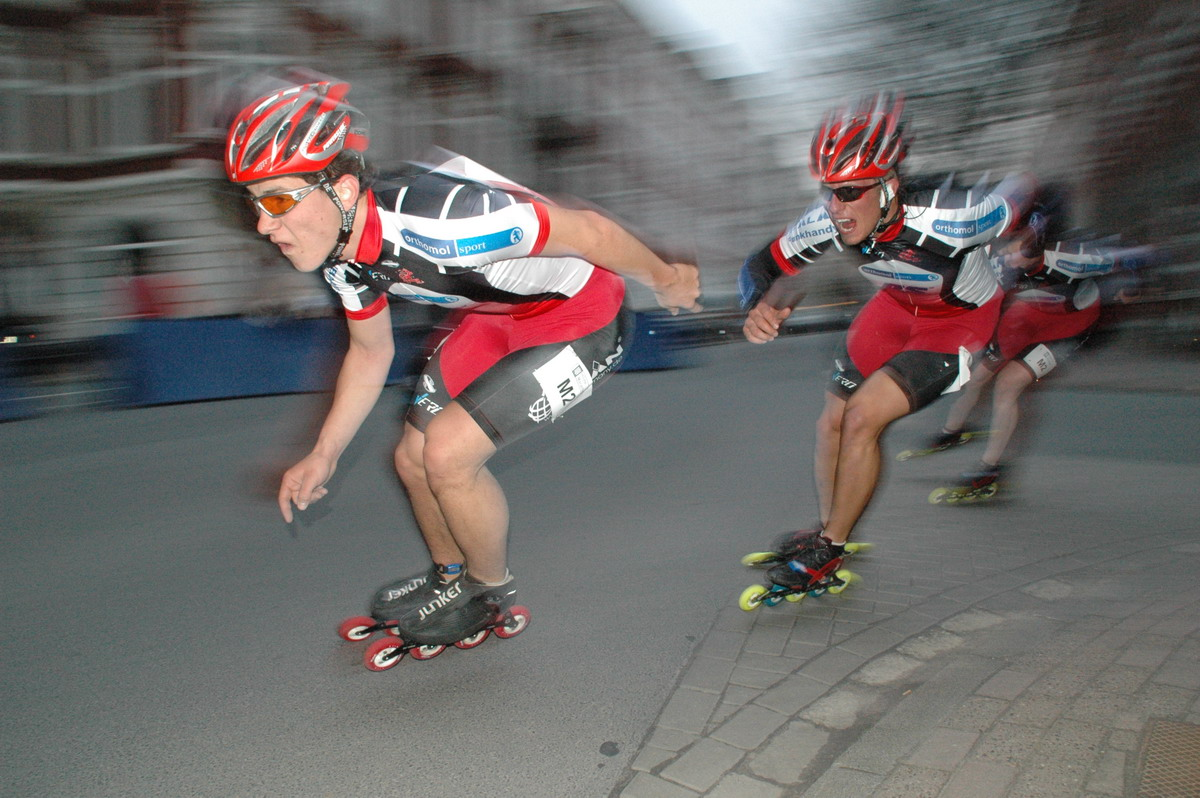
Prolog der German Blade Challenge 2006 als Mannschaftszeitfahren, ausgetragen in Wilhelmshaven

In Deutschland haben sich in den letzten Jahren drei Veranstaltungsserien etabliert: Bundesweit die German Blade Challenge (GBC) und der German Inline Cup (GIC) für die Leistungsspitze wie auch für Fitness-Sportler; daneben gibt es diverse Regional-Cups, zum Beispiel in Bayern, Baden-Württemberg, Hessen, NRW und jeweils im Norden sowie Osten.
- Die GBC hatte ihren Ursprung in Hamburg und wurde als Jever Blade Challenge nach und nach mit Veranstaltungen zum Beispiel in Saarbrücken, Bochum, Frankfurt und Berlin zu einer landesweiten Serie ausgebaut. Angesprochen werden Spitzen- und ambitionierte Vereinssportler, leistungsorientierte Fitnessskater und neuerdings auch Kinder und Jugendliche mit besonderen Nachwuchswettbewerben. 2009 fand die GBC letztmals statt.
- Der GIC wurde 2008 ins Leben gerufen und wird vom gleichen Veranstalter wie der World-Inline-Cup (WIC) und der Swiss-Inline-Cup (SIC) veranstaltet. Neben den beiden Halbmarathons in Berlin sind der Marathon in Köln sowie im Mittelrheintal Teil dieser Serie. 2010 kommen Bremen sowie evtl. Geisingen als Veranstaltungsorte hinzu.
- Die regional organisierten Serien sind ein idealer Einstieg in den Wettkampfsport. Sie bieten sowohl engagierten Vereinsteams als auch Einzelsportlern eine gemeinsame Plattform. Sowohl GBC- wie auch Regiocup-Veranstaltungen sind vom Dachverband DRIV lizenziert und gewährleisten damit den teilnehmenden Sportlern einen Mindeststandard an Sicherheit und Service.

## Deutsche Meisterschaften
Die Deutschen Meisterschaften im Speedskating finden jedes Jahr statt.
Außerdem gibt es Deutsche Meistertitel bei Straßenwettkämpfen im Halbmarathon, im Marathon, im Doppelmarathon (84,39 km) und seit 2006 auch im Teamzeitfahren und Teamverfolgung (für Vereins- und Landesteams) sowie in den Deutschen Junioren- und Seniorenmeisterschaften auf der Bahn.
Die Rennen werden in den einzelnen Altersklassen gestartet und ausgewertet. Der Sieger in der Hauptklasse ist der Deutsche Meister. Die Sieger in allen anderen Altersklassen sind Deutsche Meister ihrer Altersklasse. Dabei werden Männer und Frauen getrennt gewertet.

## Bekannte Speedskater

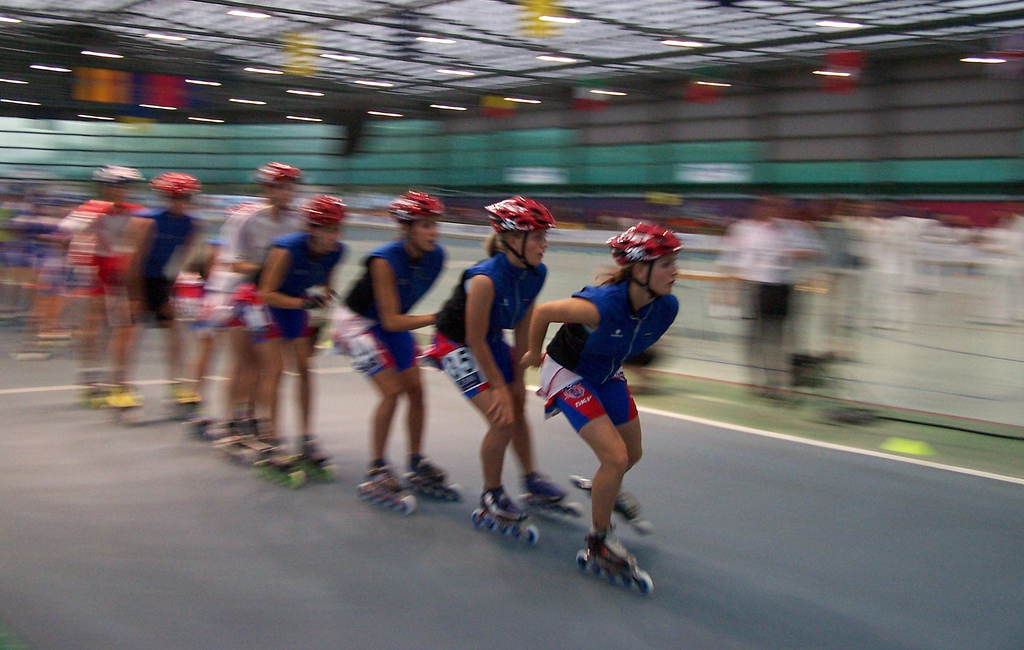
Französische Speedskaterinnen beim Warmfahren (Europameisterschaften 2004 in Barañain, Spanien)

Die besten Sportler kommen traditionell aus Italien, Kolumbien, Korea, Frankreich und den USA. Diese Länder besitzen gute Voraussetzungen für die Sportler, Kinder werden schon früh an das Inlineskaten herangeführt. Das frühe Erlernen von Technik und Taktik vereinfacht später das Fahren in der Weltelite.
Nach Nation und alphabetisch geordnet
- Argentinien
  - Andrea González (* 1977)
- Belgien
  - Nele Armee (* 1988)
  - Jore van de Berghe (* 1992)
  - Ferre Spruyt (* 1986)
  - Bart Swings (* 1991)
  - Maarten Swings (* 1988)
  - Sandrine Tas (* 1995)
- China
  - Guo Dan
- Deutschland
  - Simon Albrecht (* 1995)
  - Sabine Berg (* 1990)
  - Jana Gegner (* 1985)
  - Anne Titze-Göhl (* 1972)
  - Tobias Hecht (* 1991)
  - Martin Matyk (* 1983)
  - Mareike Thum (* 1991)
  - Michaela Neuling (* 1984)
  - Felix Rijhnen (* 1990)
  - Katharina Rumpus (* 1993)
  - Laethisia Schimek (* 1992)
  - Matthias Schwierz (* 1984)
  - Nico Wieduwilt (* 1982)
  - Benjamin Zschätzsch (* 1979)
  - Daniel Zschätzsch (* 1982)
  - Christoph Zschätzsch (* 1978)
- Frankreich
  - Nathalie Barbotin (* 1975)
  - Pascal Briand (* 1976)
  - Alexis Contin (* 1986)
  - Ewen Fernandez (* 1989)
  - Estelle Flourens (* 1979)
  - Arnaud Gicquel (* 1972)
  - Tristan Loy (* 1973)
  - Nicolas Pelloquin (* 1988)
  - Ghizlane Samir (* 1976)
  - Angèle Vaudan (* 1981)
  - Yann Guyader (* 1984)
- Italien
  - Fabio Francolini (* 1986)
  - Laura Lardani (* 1983)
  - Francesca Lollobrigida (* 1991)
  - Gregorio Duggento (* 1980)
  - Massimiliano Presti (* 1975)
  - Luca Saggiorato (* 1983)
  - Ippolito Sanfratello (* 1973)
  - Giovanna Turchiarelli (* 1983)
  - Maria Laura Orru (* 1982)
- Kolumbien
  - Fabriana Arias (* 1995)
  - Cecilia Baena (* 1986)
  - Jorge Botero (* 1975)
  - Jennifer Caicedo (* 1984)
  - Pedro Causil Rojas (* 1991)
  - Jorge Luis Cifuentes Méndez (* 1987)
  - Andrés Felipe Muñoz Franco (* 1988)
  - Kelly Martínez (* 1986)
  - Silvia Niño (* 1982)
  - Diego Rosero (* 1980)
- Neuseeland
  - Nicole Begg (* 1987)
  - Wayne Begg (* 1983)
  - Kalon Dobbin (* 1977)
  - Shane Dobbin (* 1980)
  - Peter Michael (* 1989)
- Niederlande
  - Crispijn Ariëns (* 1989)
  - Gary Hekman (* 1988)
  - Manon Kamminga (* 1992)
  - Michel Mulder (* 1986)
  - Ronald Mulder (* 1986)
  - Arjan Smit (* 1978)
- Österreich
  - Nick Eigler (* 1981)
  - Susanne Eigler (* 1978)
  - Vanessa Herzog (* 1995)
- Portugal
  - Martyn Dias (* 1992)
  - Diogo Merreiros (* 1991)
- Schweiz
  - Pia Knecht (* 1977)
  - Alain Gloor (* 1982)
  - Nadine Gloor (* 1984)
  - Raphael Pfulg (* 1986)
  - Roger Schneider (1983–2020)
  - Yves Reist (* 1991)
  - Livio Wenger (* 1993)
  - Lukas Iida (* 1997)
  - Manuel Neuhold (* 1996)
  - Iten Nicolas (* 1984)
  - Severin Widmer (* 1988)
- Spanien
  - Sheila Herrero (* 1976)
  - Joseba Fernandez (* 1989)
  - Garikoitz Lerga Nikolay (* 1976)
  - Sandra Gómez Lorenzo (* 1980)
  - Patxi Peula (* 1988)
  - Sheila Posada (* 1987)
- USA
  - Brittany Bowe (* 1988)
  - Julie Glass (* 1979)
  - Chad Hedrick (* 1977)
  - Joey Mantia (* 1986)
  - Anthony Muse
  - Theresa Cliff-Ryan (* 1978)
  - Keith Turner
  - Derek Parra (* 1970)
- Venezuela
  - Alexander Bastidas (* 1983)
  - Sandra Buelvas (* 1988)
  - Juan Jardine (* 1984)
  - Solymar Vivas (* 1993)